# Lasiopogon californicus
Lasiopogon californicus là một loài ruồi trong họ Asilidae. Lasiopogon californicus được Cole & Wilcox miêu tả năm 1938. Loài này phân bố ở vùng Tân Bắc giới.